# Моркинський район
Морки́нський район (рос. Моркинский район, марій. Морко кундем) — адміністративна одиниця Республіки Марій Ел Російської Федерації.
Адміністративний центр — селище міського типу Морки.

## Населення
Населення району становить 27824 особи (2019, 32403 у 2010, 35443 у 2002).

## Адміністративно-територіальний поділ
На території району 1 міське та 9 сільських поселень:
| Поселення                              | Площа, км² | Населення, осіб (2002) | Населення, осіб (2010) | Населення, осіб (2019) | Центр             | Населені пункти |
| -------------------------------------- | ---------- | ---------------------- | ---------------------- | ---------------------- | ----------------- | --------------- |
| Моркинське міське поселення            | 339,25     | 12834                  | 12600                  | 11396                  | Морки             | 25              |
| Зеленогорське сільське поселення       | 298,83     | 1174                   | 1062                   | 895                    | Зеленогорськ      | 1               |
| Коркатовське сільське поселення        | 239,51     | 3511                   | 3282                   | 2791                   | Коркатово         | 17              |
| Красностєкловарське сільське поселення | 71,92      | 1369                   | 1144                   | 977                    | Красний Стєкловар | 3               |
| Октябрське сільське поселення          | 229,11     | 2500                   | 2271                   | 1873                   | Октябрський       | 12              |
| Себеусадське сільське поселення        | 305,38     | 2838                   | 2385                   | 1961                   | Себеусад          | 24              |
| Семісолинське сільське поселення       | 299,33     | 2591                   | 2270                   | 1827                   | Семісола          | 18              |
| Шалинське сільське поселення           | 125,18     | 3016                   | 2578                   | 2114                   | Великі Шалі       | 26              |
| Шиньшинське сільське поселення         | 233,73     | 3433                   | 2918                   | 2367                   | Шиньша            | 16              |
| Шоруньжинське сільське поселення       | 127,84     | 2177                   | 1893                   | 1623                   | Шоруньжа          | 8               |

## Найбільші населені пункти
Найбільші населені пункти з чисельністю населення понад 1000 осіб:
| № | Населений пункт | Населення, осіб (2002) | Населення, осіб (2010) |
| - | --------------- | ---------------------- | ---------------------- |
| 1 | Морки           | 9 686                  | 9 914                  |
| 2 | Октябрський     | 1 313                  | 1 175                  |
| 3 | Шиньша          | 1 247                  | 1 165                  |
| 4 | Зеленогорськ    | 1 174                  | 1 062                  |